# Elftausend-Mägde-Turm

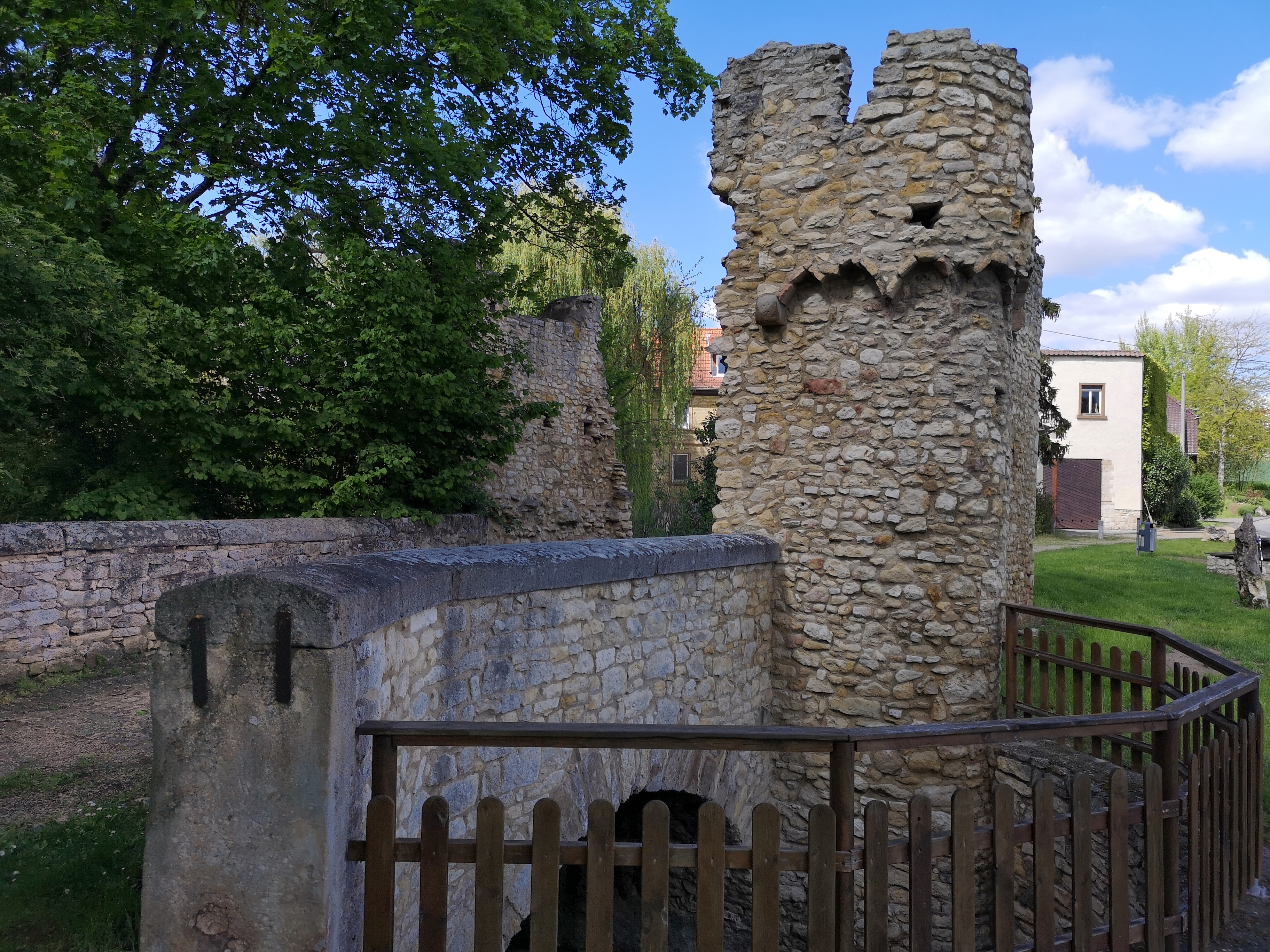
Ruine einer Zollstelle aus dem 14. Jahrhundert bei Stadecken-Elsheim

Der Elftausend-Mägde-Turm am westlichen Ortsrand von Stadecken-Elsheim ist die Ruine eines befestigten Torhauses mit zwei runden Ecktürmen. Der als Zollstation dienende Komplex mit Brücke wurde im ca. 14. Jahrhundert an der Stelle, wo die Straße von Mainz nach Kreuznach die Selz querte, erbaut. Das Bachbett der Selz wurde 1969 verlegt und verläuft jetzt wenige Meter südwestlich des alten Brückenbogens. Torhaus und Brückenbauwerk bestehen aus Kalkbruchsteinen und Lesesteinen. Der Turm ist mit Rundbogenfriesen verziert.
Der Karnevalsverein „Die Schnorressänger“ übernahm 2006 die Patenschaft und den teilweisen Wiederaufbau der Ruine. So wurde an der Stelle des alten Bachbetts ausgeschachtet, um den ursprünglichen Verlauf der Selz anzudeuten und die Unterkonstruktion der Brücke wieder sichtbar zu machen.
Der Legende nach soll die Heilige Ursula von Köln mit ihrem Gefolge von 11.000 Jungfrauen auf dem Rückweg ihrer Wallfahrt nach Rom bei der Querung des Bachs in Elsheim Aufnahme für die Nacht gefunden haben.

## Trivia
Der Elftausend-Mägde-Turm ist nicht zu verwechseln mit der wenige Meter nördlich gelegenen Elftausend-Mägde-Mühle, die heute ein Weingut beherbergt.
Seit 2016 gibt es eine Weihnachtskrippenlandschaft mit über 50 Figuren, für die die Ruine des Elftausend-Mägde-Turms als Hintergrund dient.